# Sairang
Sairang là một thị trấn thống kê (census town) của quận Aizawl thuộc bang Mizoram, Ấn Độ.

## Địa lý
Sairang có vị trí 23°48′B 92°40′Đ / 23,8°B 92,67°Đ Nó có độ cao trung bình là 210 mét (688 feet).

## Nhân khẩu
Theo điều tra dân số năm 2001 của Ấn Độ, Sairang có dân số 5036 người. Phái nam chiếm 56% tổng số dân và phái nữ chiếm 44%. Sairang có tỷ lệ 82% biết đọc biết viết, cao hơn tỷ lệ trung bình toàn quốc là 59,5%: tỷ lệ cho phái nam là 85%, và tỷ lệ cho phái nữ là 77%. Tại Sairang, 15% dân số nhỏ hơn 6 tuổi.